# Дацько Олег Іванович
Дацько Олег Іванович (3 жовтня 1930, Макіївка, Донецька область) — український фізик, провідний науковий співробітник Донецького фізико-технічного інституту ім. О. О. Галкіна НАН України, доктор фізико-математичних наук, професор.

## Біографія
Закінчив Харківський політехнічний інститут (1953). Працював в Інституті фізики металів АН СРСР (м. Свердловськ, нині Єкатеринбург, РФ; 1955–58); Макіївському НДІ з безпеки робіт у гірничої промисловості (1960–62); Харківському фізико-технічному інституті АН УРСР (1962–67); Донецькому фізико-технічному інституті НАНУ (1967–2001): старший науковий співробітник, 1969–70 – завідувач лабораторії, 1970–98 – завідувач відділу фізики непружних явищ у металах, від 1998 – провідний науковий співробітник. Наук. дослідження: релаксація структури та фізико-механічні властивості матеріалів внаслідок дії температури, високих механічних гідростатичних тисків, імпульсів слабкого магнітного поля. 